# Mestaruussarja 1940/41
Die Mestaruussarja 1940/41 war die zwölfte Spielzeit der finnische Fußballmeisterschaft seit deren Einführung im Jahre 1930. Sie wurde unter acht Mannschaften vom 2. August 1940 bis 6. Juni 1941 ausgespielt.
Die Saison wurde wegen des Fortsetzungskriegs abgebrochen und der Zwischenstand der Tabelle als Abschlusstabelle gewertet. Meister wurde Turku PS.
Die Kriegswirren hatten auch im Fußball schwere Folgen. Da Viipuri zu Russland fiel, trug Titelverteidiger Viipurin Sudet seine Heimspiele in Helsinki aus.

## Teilnehmende Mannschaften
| Langname             | Kürzel | Ort      | Vorjahr       |
| -------------------- | ------ | -------- | ------------- |
| Viipurin Sudet       | Sudet  | Helsinki | Meister       |
| Turku PS             | TPS    | Turku    | Vizemeister   |
| HJK Helsinki         | HJK    | Helsinki | Halbfinale    |
| Vaasan PS            | VPS    | Vaasa    | Halbfinale    |
| Helsingin Toverit    | HTV    | Helsinki | Viertelfinale |
| Helsingfors IFK      | HIFK   | Helsinki | Viertelfinale |
| Kronohagens IF       | KIF    | Helsinki | Viertelfinale |
| Helsingin Palloseura | HPS    | Helsinki | Achtelfinale  |

## Abschlusstabelle
| Pl. | Verein               | Sp. | S  | U | N | Tore    | Quote | Punkte |
| --- | -------------------- | --- | -- | - | - | ------- | ----- | ------ |
| 1.  | Turku PS             | 13  | 10 | 1 | 2 | 052:160 | 3,25  | 21:50  |
| 2.  | Vaasan PS            | 13  | 8  | 3 | 2 | 032:170 | 1,88  | 19:70  |
| 3.  | Viipurin Sudet (M)   | 14  | 7  | 3 | 4 | 038:300 | 1,27  | 17:11  |
| 4.  | Helsingfors IFK      | 13  | 7  | 2 | 4 | 035:270 | 1,30  | 16:10  |
| 5.  | HJK Helsinki         | 12  | 4  | 2 | 6 | 022:300 | 0,73  | 10:14  |
| 6.  | Helsingin Toverit    | 13  | 3  | 2 | 8 | 019:320 | 0,59  | 08:18  |
| 7.  | Kronohagens IF       | 13  | 3  | 2 | 8 | 026:510 | 0,51  | 08:18  |
| 8.  | Helsingin Palloseura | 13  | 1  | 3 | 9 | 018:390 | 0,46  | 05:21  |

| (M) | amtierender Meister |

## Kreuztabelle
| 1940/41 | 1940/41              | TPS | VPS | SUD | HIF | HJK | HTV | KIF | HPS |
| 1.      | Turku PS             |     | 4:0 | 3:0 | 1:3 | 5:1 | 1:0 | 9:1 | 5:0 |
| 2.      | Vaasan PS            | 3:0 |     | 2:2 | 1:1 | –   | 5:2 | 4:0 | 1:0 |
| 3.      | Viipurin Sudet       | 2:5 | 3:3 |     | 0:4 | 1:1 | 3:0 | 7:4 | 6:0 |
| 4.      | Helsingfors IFK      | 2:2 | 0:3 | 3:2 |     | 4:2 | –   | 4:1 | 1:3 |
| 5.      | HJK Helsinki         | 0:3 | 0:2 | 1:2 | 3:2 |     | 4:2 | 4:1 | 3:3 |
| 6.      | Helsingin Toverit    | 2:6 | 1:0 | 1:2 | 2:5 | 3:0 |     | 2:2 | 3:3 |
| 7.      | Kronohagens IF       | 2:8 | 3:4 | 2:4 | 5:2 | –   | 1:0 |     | 3:3 |
| 8.      | Helsingin Palloseura | –   | 1:4 | 1:4 | 2:4 | 2:3 | 0:1 | 0:1 |     |

## Torschützenkönig
Torschützenkönig wurde Jussi Valtonen von Turku PS mit 14 Toren.